# Universitätsbibliothek Lund

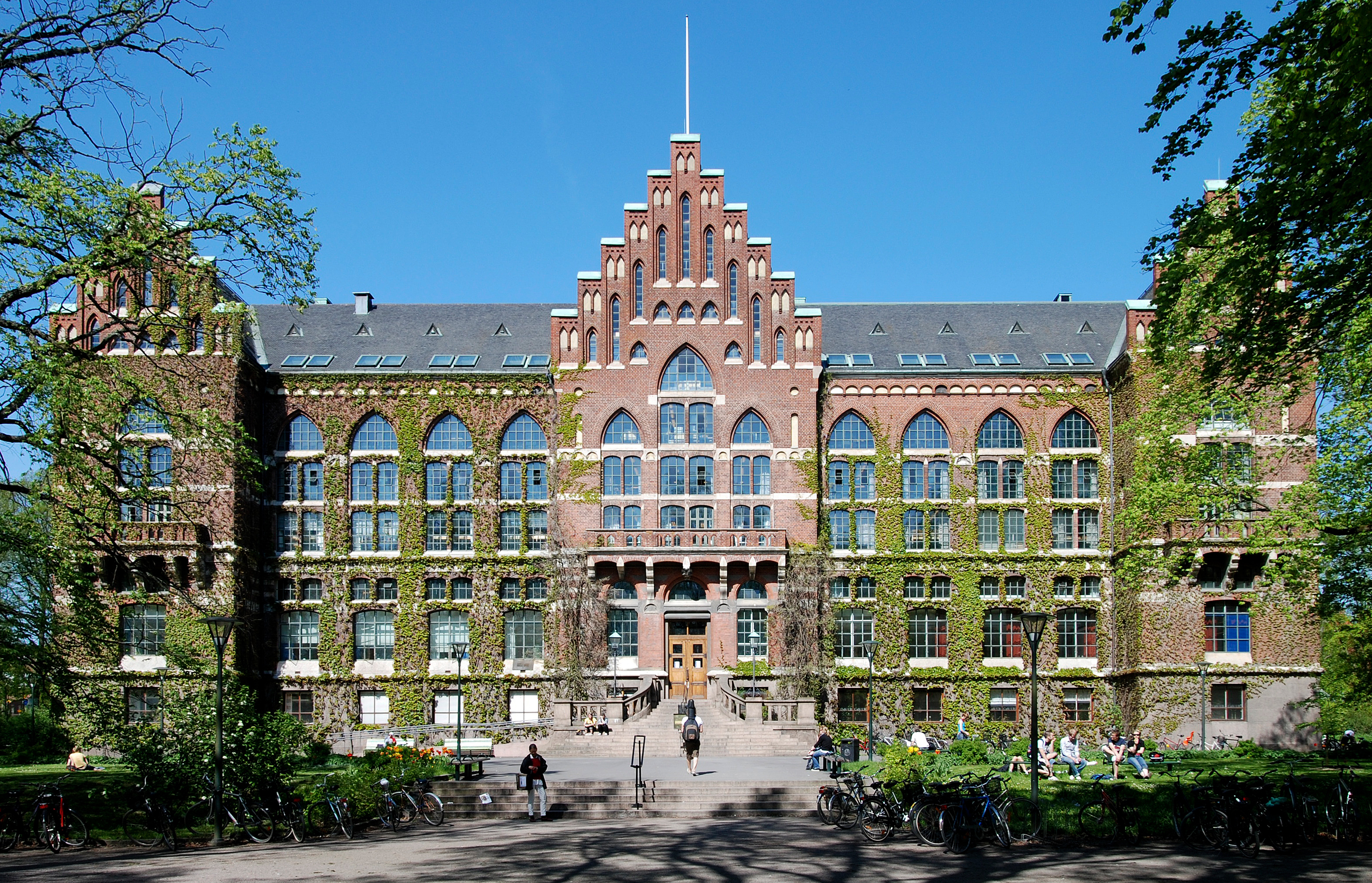
Die Universitätsbibliothek Lund auf dem Helgonabacken

Die Universitätsbibliothek Lund (Lunds universitetsbibliotek, abgekürzt UB) ist die Universitätsbibliothek der Universität Lund und eine der größten Hochschulbibliotheken Skandinaviens. Die Bibliothek ist Hauptbibliothek des Netzwerkes der Bibliotheken der Universität Lund (Lunds universitets bibliotek, LUB), dem 33 Fachbibliotheken an den Standorten in Lund, Malmö und Helsingborg angehören.
Die Universitätsbibliothek ist neben der Kungliga Biblioteket die einzige Bibliothek in Schweden, die alle Pflichtexemplare des Landes erhält und aufbewahrt und das sogenannte „nationale Reserveexemplar“ erhält. Im Unterschied zur Kungliga Biblioteket stellt die Universitätsbibliothek Lund dieses Material durch Fernleihe national wie international zur Verfügung. Das Gebäude steht seit 1994 unter Denkmalschutz.

## Geschichte

### Gründung

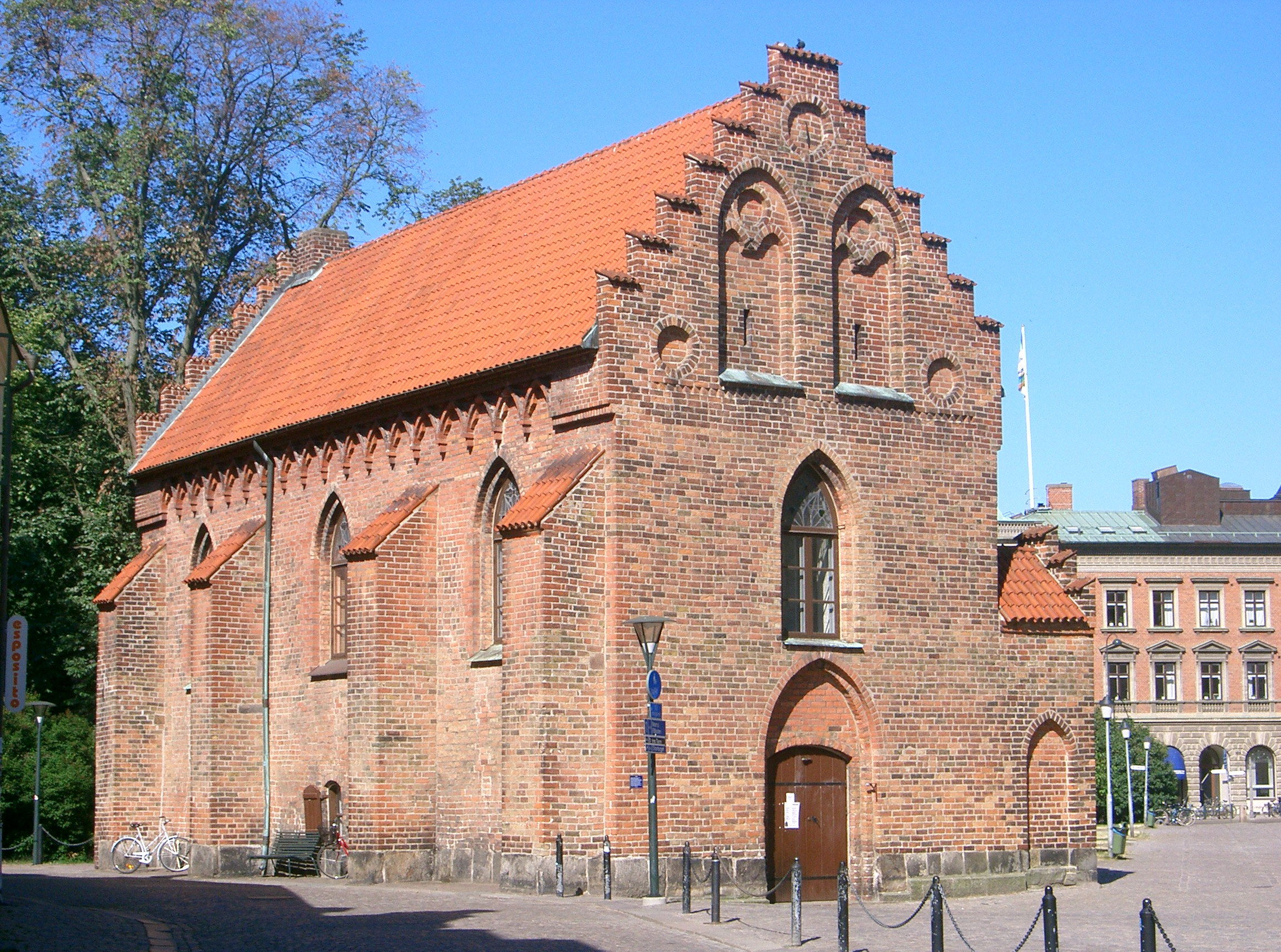
Das Domkapitelhaus Liberiet

Die Universitätsbibliothek wurde am 19. Dezember 1666 als Teil der Universität gegründet und ist somit gleich alt wie diese. Bis 1671 besaß die Bibliothek keine große Büchersammlung. In diesem Jahr wurde ihr jedoch die Bibliothek des Domkapitels zugeteilt und die Anzahl der Bücher wuchs erheblich. Verwahrt wurden diese Bücher im Kapitelhaus Liberiet, südöstlich des Domes.
Während des Schonischen Krieges kam der Universitätsbetrieb weitgehend zum Erliegen. Die Bibliothek wurde nach Malmö verlegt, wo sie in der Kirche Sankt Peter verwahrt wurde. 1682 wurde der Lehrbetrieb wieder aufgenommen. Wenige Jahre später wuchs der Bibliotheksbestand wesentlich an, als König Karl XI. eine Büchersammlung spendete, die er von seinem früheren Lehrer Edmund Gripenhielm (Bibliotheca Gripenhielmiana) erworben hatte. Eine andere königliche Schenkung war 1688 das frühere Bischofshaus im Park Lundagård, das sogenannte Kungshuset (Königshaus). Dorthin zog die Bibliothek 1690 um.
Die ersten Leiter der Bibliothek waren Hochschullehrer, die als Bibliothekare neben ihrem Lehrauftrag arbeiteten. Weder Christopher Rostius, ein Deutscher und Inhaber des Lehrstuhls für Praktische Medizin, noch seine beiden Nachfolger Eric Elfvedalius, Professor für Geschichte und Praktischer Philosophie und Lars Norrman, Antiquar und späterer Bischof von Göteborg befassten sich tiefergehend mit der Bibliothek. Der erste hauptberufliche Bibliothekar kam mit Zacharias Hulth-Lilienstråle. Ihm folgte Bonde Humerus im Amt. Auf dessen Initiative hin gab König Karl XII. ein Jahr nach seiner Thronbesteigung 1698 die Erlaubnis, dass die Bibliothek ein Pflichtexemplar von jeder Schrift erhalten sollte, die im Schwedischen Reich gedruckt wurde. Im gleichen Jahr wurde mit dem Catalogus Bibliothecae Carolinae der erste Katalog über den gesammelten Buchbestand fertiggestellt.

### 18. Jahrhundert
Das 18. Jahrhundert brachte für die Universitätsbibliothek keine größeren Veränderungen mit sich. Bonde Humerus wurde 1702 zum Professor ernannt und wurde ein Jahr später durch seinen Schwager Johannes Steuchius, den späteren Erzbischof von Uppsala, ersetzt. Dieser sollte diesen Posten vier Jahre lang innehaben. Es folgten Andreas Stobæus und schließlich sein Sohn Nils Stobæus, in ihrer Funktion auch Rektoren der Universität. Übrige Bibliothekare in der ersten Hälfte des 18. Jahrhunderts waren Petrus Aurivillius, Nils Lagerlöf, Nils von Oeilreich und Jonas Wåhlin.
Mit Johan Corylander, der 1745 Bibliothekar wurde, folgte eine Periode mit längeren Amtsdauern. Unter Corylander wurde der Bestand neu katalogisiert. Bücher bis 1730 wurden als „Alte Bibliothek“ (Bibliotheca vetus) geführt, Bücher jüngeren Datums als „Neue Bibliothek“ (Bibliotheca nova). 1753 verfasste Corylander außerdem eine Beschreibung der Bibliothek für die Universitätsleitung. Diese Beschreibung enthielt den ersten vollständigen Überblick über die Disposition der Räumlichkeiten im Kungshuset.
Johan Corylander wurde 1767 gefolgt von Gustaf Sommelius, der 32 Jahre lang, also bis 1799 die Geschicke der Universitätsbibliothek führte. Unter seiner Leitung wurde mit den Bibliotheken Uppsala, Åbo und Greifswald, die damals unter schwedischer Herrschaft standen, ein Austausch eingerichtet. König Gustav III. hob 1777 den Rang des Bibliothekchefs auf den eines Professors. 1799 folgte auf Sommelius der spätere Professor für Ästhetik Anders Lidbeck.

### 19. Jahrhundert

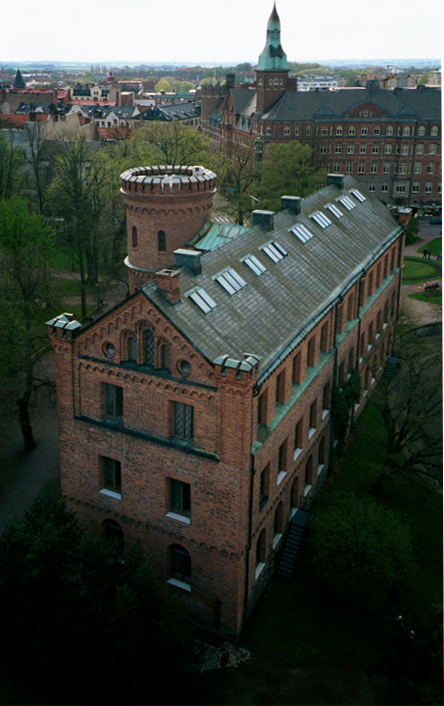
Kungshuset – hier war die Bibliothek von 1690 bis 1907 untergebracht

Unter Lidbeck als Bibliothekar wurde das Kungshuset zwischen 1802 und 1806 umgebaut. Bereits 1801 stellte Anders Lidbeck den jungen Esaias Tegnér als Gehilfe an. Tegnér arbeitete an der Reformierung des Katalogs mit. Lidbeck führte einen neuen systematischen Katalog ein und ein alphabetisches Register diente als Nominalkatalog. Tegnér arbeitete bis 1811 an der Bibliothek.
1818 wurden Austausche mit ausländischen Bibliotheken etabliert, indem sich die Universitätsbibliothek an den Akademischen Tauschverein in Marburg anschloss. Nach dem plötzlichen Tod Lidbecks 1829 folgte Vize-Bibliothekar Peter Wieselgren als stellvertretender Bibliothekschef, der jedoch nach Konflikten mit der Universitätsleitung die Bibliothek bereits 1833 verließ, um im nahen Löberöd einen Kirchendienst anzutreten. Dessen Patron Jakob De la Gardie verfügte über eine außerordentliche Sammlung an historischen Handschriften und Wieselgren erreichte, dass diese der Universitätsbibliothek gespendet wurden. Heute stellt die Sammlung in der Bibliothek den größten zusammenhängenden Bestand von Handschriften dar.
Neuer stellvertretender Bibliothekschef wurde der Theologe und spätere Bischof von Lund und Erzbischof von Uppsala Henrik Reuterdahl. Unter seiner Zeit wurde das Kungshuset zwischen 1837 und 1839 um eine dritte Etage erweitert und die Einrichtung erneuert. Reuterdahl führte einen Katalog der Loseblattsammlung in Form eines Aktenordners ein, was gebundene Kataloge und deren Erneuerung hinfällig machte und so zur Arbeitserleichterung beitrug.
1844 verließ Reuterdahl den Bibliotheksbetrieb. Mit Edward Berling kam nun wieder ein planmäßiger Bibliotheksleiter. Auch Berling nahm sich der Verbesserung des Katalogs an. Die Systematisierung der Wissenschaften in den vorhandenen Katalogen war veraltet. Berlings Plan war es, die von Reuterdahl eingeführte Loseblattsammlung zu erweitern und jeden Titel in zwei Exemplaren zu katalogisieren. Ein Exemplar für den umfassenden Nominalkatalog, das andere für den Realkatalog. Die Erneuerung der Systematik konnte nicht zu Ende geführt werden, jedoch begann die Katalogisierung wie geplant. Unter Berling gab die Bibliothek jährlich einen Klassifizierungskatalog heraus.
1870 wurde eine neue Dienstvorschrift eingeführt, die unter anderem die Einrichtung einer Bibliothekskommission mit sich brachte. Das neue Organ beschloss etwa, welche ausländische Literatur zusätzlich zur einheimischen angeschafft werden soll, da diese nicht durch das Pflichtexemplarrecht abgedeckt war.
Gleichzeitig mit dem Zuwachs des Bestandes wuchs auch die Notwendigkeit einer größeren Räumlichkeit. Bereits 1868 wurde ein Vorschlag zum weiteren Ausbau des Kungshuset ausgearbeitet, der jedoch nicht verwirklicht wurde. In den 1870er-Jahren wurde das Haus lediglich renoviert und es erhielt sein heutiges Aussehen. So wurde der in den 1740er-Jahren aufgetragene Putz entfernt und der Turm und die Giebel wurden ausgebaut. Als die Universität das Haus nach den Arbeiten 1882 übernahm, überließ man das gesamte Gebäude der Bibliothek.
Nach dem Tod Berlings im Jahre 1883 konnte zuerst kein Nachfolger gefunden werden. Der neue Leiter, Elof Tegnér, der Enkel Esaia Tegnérs, kam schließlich von der Kungliga Biblioteket in Stockholm. Die 17-jährige Leitung Tegnérs als Bibliothekar (1883–1900) gilt als die prägendste für die Bibliothek. Die Räumlichkeiten wurden nochmals umgebaut, jedoch stand bereits bei Wiedereinzug 1885 fest, dass diese bald endgültig zu klein sein würden.
Der bereits bestehende Austausch mit der Kungliga Biblioteket wurde mit der von Tegnér initiierten Herausgabe eines gemeinsamen Klassifizierungskatalogs (erster Jahrgang 1886–1887) weiter vorangetrieben. Tegnér begann mit der Umgestaltung des Bibliothekkataloges durch eine neue, systematische Aufstellung des Bestandes. Als Vorbild diente das System der Kungliga Biblioteket. Der von ihm angelegte Katalog, auf den der heute existierende Katalog bis 1957 aufbaut, war in Fächer und diese wiederum in Unterabteilungen mit Signaturen eingeteilt, deren verkürzter Klartext in den Büchern vermerkt wurde. Die Bücher wurden in alphabetischer Ordnung, oft in der niedrigsten Unterabteilung der aktuellen Klassifikation aufgestellt. 1898 war die Umkategorisierung zum Großteil fertiggestellt.
Die Platznot wurde bereits vor der Fertigstellung des neuen Kataloges akut, da an mehreren Fakultäten Fachbibliotheken eingerichtet wurden. Der Großteil der Literatur wurde nicht lokal in den Fakultäten verwahrt, sondern in der Universitätsbibliothek. Elof Tegnér schlug im Zuge dieser Entwicklung 1896 den Neubau eines Bibliothekkomplexes vor.

#### Umzug und Neubau der Bibliothek
Die ersten Pläne sahen vor, das Kungshuset mit einem Erweiterungsbau zu verbinden. Dies fand Unterstützung beim Konsistorium wie auch beim Reichstag, der die Finanzierung bewilligen musste. Die Stadtbevölkerung wie auch der Gemeinderat (kommunfullmäktige) waren jedoch gegen derartige Maßnahmen im Lundagård. Darüber hinaus erwies sich das Vorhaben als zu kostspielig. Der Gemeinderat schlug vor, dass sich die Stadt an den Kosten beteiligen würde, wenn die Bibliothek an einer anderen Stelle gebaut würde, worauf ein vom Konsistorium eingesetztes Gremium zwei Vorschläge unterbreitete: Ein Platz zwischen der Straße S:t Petri kyrkogata und dem Platz Clemenstorget oder auf dem Helgonabacken. Elof Tegnér war gegen einen Neubau auf dem Helgonabacken. Dennoch wurde dieser Vorschlag angenommen und 1902, zwei Jahre nach dem Tod Tegnérs, mit den Arbeiten begonnen. Das Gebäude wurde von Architekt Alfred Hellerström im Neugotischen Stil errichtet und 1907 fertiggestellt. Seit 1957 befindet sich der in den Ruinen des Klosters Allerheiligen aufgefundene Runenstein von Lund in der Eingangshalle der Bibliothek.

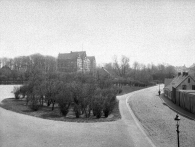
Der Neubau der Bibliothek auf dem Helgonabacken, um 1907

## Internationale Zusammenarbeit
Die Zusammenarbeit auf internationalem Niveau geschieht etwa in der Universitas 21 Information Services Group und der Ligue des Bibliothèques Européennes de Recherche (Liber). Das Netzwerk der LUB ist Mitglied des Standing Committee on Rare Books & Manuscripts der IFLA.
Die Bibliotheksdirektion hat unter den letzten Jahren eine Reihe von elektronischen Diensten entwickelt und betrieben. Dazu gehört etwa das Directory of Open Access Journals, ein Verzeichnis von Elektronischen Zeitschriften, die nach den Grundsätzen des Open Access im Internet frei zugänglich sind. Ein ähnlicher Dienst, ELIN@, wurde zusammen mit der University of Nottingham entwickelt und ist heute an etwa zehn Bibliotheken in Schweden sowie an einer Reihe ausländischer Bibliotheken wie in Aarhus oder Gent präsent.
LUB veranstaltet jedes zweite Jahr die Nordic Conference on Scholarly Communication (NCSC).